# مثل باران
مثل باران یک مجموعه تلویزیونی محصول سال ۱۳۷۸ به کارگردانی سیدمحسن موسویان، نویسندگی  و تهیه‌کنندگی  می‌باشد که از شبکه پخش شد.

## بازیگران
- اکبر رحمتی
- اکبر سنگی
- الیزا جوهری
- پرند زاهدی
- حسین فلاح
- حمیدرضا پگاه
- سروش خلیلی
- شیرین کاظمی
- کاظم افرندنیا
- مهری ودادیان
- مهین شهابی